# Whatever U Want
Whatever U Want (in italiano: Qualsiasi cosa vuoi) è il secondo e ultimo singolo della cantante R&B statunitense Christina Milian estratto dal secondo album It's About Time. La canzone reca il featuring del rapper Joe Budden ed è stata prodotta da Bradley & Stereo. Il testo è stato scritto da Bradley Spalter, Lambert Waldrip II, Aleese Simmons, Andre Mortion, Khaleef Chiles, James Banks e Henderson Thigpen.

## Informazioni
La canzone è una delle tre a cui Joe Budden ha partecipato nell'album, insieme a L.O.V.E e Peanut Butter & Jelly.
In contrasto con il suo grande predecessore Dip It Low, ha riscosso un moderato successo un po' dappertutto, raggiungendo la top 10 solo in Regno Unito.

## Videoclip
Il videoclip, prodotto da Alison Foster e Amanda Fox, è stato diretto da Ray Kay e Marc Klasfeld. È disponibile su siti come YouTube.
Nella scena iniziale, la cantante si trova con delle amiche lungo una calda e afosa strada e sta chiamando da un telefono di soccorso posto là vicino dopo che la sua automobile le ha lasciate lì in panne. A rimorchiare l'auto e a dare a loro un passaggio sopravviene un furgone guidato da Joe Budden, e che si ferma poi a una stazione di servizio. Christina e le sue amiche scendono e, consce della propria esplosiva bellezza, cominciano a lanciare sguardi provocanti agli inservienti che stanno alla pompa di benzina e a ridere e scherzare. Le ragazze ingaggiano poi una partita a poker con il personale del ristorante: chi gioca erroneamente deve secondo le regole togliersi un indumento per volta (un'amica di Christina si toglie la maglietta fin solo a rimanere in costume da bagno, il che suscita la vispa attenzione dell'uomo alla cassa). Ma l'allettante posta in gioco che viene a formarsi a un certo punto è un giro scanzonato sulle lussuose macchine degli inservienti: Christina fa vincere la sua squadra con un poker d'assi e complice delle sue amiche ruba le due auto sfrecciando via a tutta velocità (uno dei proprietari le rincorre disperato). Le ragazze più avanti si fermano ad un motel: nell'ultima scena vanno a farsi la doccia all'aperto e alcuni ragazzi rubano loro i vestiti senza farsi notare. Quando Christina e le altre escono e non li trovano più, fanno la stessa cosa con i vestiti dei ladri, costringendoli così a farsi ridare i propri.

## Remix
Di seguito sono elencati i remix ufficiali del brano:
- "Whatever U Want" (DJ Cipha Sounds Remix)
- "Whatever U Want" (Kriya & Velez Vocal Club Mix)
- "Whatever U Want" (Kriya & Velez Radio Edit)
- "Whatever U Want" (Kriya & Velez Dub)
- "Whatever U Want" (JJ Flores Old Skool Extended Mix)
- "Whatever U Want" (JJ Flores Old Skool Radio Mix)
- "Whatever U Want" (JJ Flores Vocal Club Mix)
- "Whatever U Want" (JJ Flores Vocal Club Radio Edit)
- "Whatever U Want" (JJ Flores Dub)
- "Whatever U Want" (Roy Davis & Tomi Deep Soul Remix)
- "Whatever U Want" (Roy Davis & Tomi Deep Soul Radio Edit)
- "Whatever U Want" (Jack D. Elliot Amped Remix)

## Formati e tracce
Di seguito sono elencate le tracce dei maggiori formati in cui il singolo è stato distribuito:
UK CD1
1. "Whatever U Want" (Original Version)
2. "Whatever U Want" (Jack D. Elliot Amped Remix)
3. "Whatever U Want" (DJ Cipha Sounds Remix)

UK CD2
1. "Whatever U Want" (Original Version)
2. "Whatever U Want" (JJ Flores Old Skool Extended Mix)

UK CD3
1. "Whatever U Want" (Original Version)
2. "Whatever U Want" (DJ Cipha Sounds Remix)
3. "Whatever U Want" (JJ Flores Old Skool Radio Mix)
4. "Whatever U Want" (Kyria & Velez Radio Edit)
5. "Whatever U Want" (Roy Davis & Tomi Deep Soul Remix)

## Classifica

### USA
| Chart (2004)                               | Posizione massima |
| ------------------------------------------ | ----------------- |
| U.S.A. Billboard Hot 100                   | 100               |
| U.S.A. Billboard Hot R&B/Hip-Hop Songs     | 91                |
| U.S.A. Billboard Rhythmic Top 40           | 40                |
| U.S.A. Billboard Top 40 Mainstream         | 35                |
| U.S.A. Billboard Hot Dance Music/Club Play | 6                 |
| U.S.A. Billboard Hot Dance Singles Sales   | 4                 |

### Altri paesi
| Chart (2004)                            | Posizione massima |
| --------------------------------------- | ----------------- |
| Germania                                | 51                |
| Austria                                 | 62                |
| Paesi Bassi                             | 20                |
| Svizzera                                | 27                |
| Italia                                  | 32                |
| Regno Unito                             | 9                 |
| Irlanda                                 | 16                |
| Giappone                                | 65                |
| LAUNCH Music Videos Top 100 (Videoclip) | 11                |